# Satawal
Satawal (auch Satowal, Satuwal oder Tuckerinsel) ist eine kleine Insel in den Föderierten Staaten von Mikronesien und die östlichste bewohnte Insel im Bundesstaat Yap. Lediglich die unbewohnte Insel Pikelot liegt innerhalb des Staates Yap noch weiter östlich, gute 100 km im Nordosten. Pikelot wird zum Gemeindegebiet von Satawal gerechnet, ebenso West Fayu, eine unbewohnte Insel 84 km nordwestlich.

## Geographie
Satawal gehört geographisch zum Archipel der Karolinen. Sie ist eine flache Koralleninsel, die eine Höhe von vier Metern über dem Meeresspiegel erreicht. Eine kleine gestrüppbestandene Mangrovenmulde im Osten ist Zeugnis einer früheren Lagune. Es handelt sich also um ein ehemaliges Atoll.
Die Insel ist großenteils mit Kokospalmen bewaldet. Es finden sich auch Brotfruchtbäume. Das einzige Dorf liegt im Norden.

## Bevölkerung
Satawal hatte 501 Einwohner zur Volkszählung 2010. 1970 waren es nur 93.

## Sprache
Der nach der Insel benannte Dialekt Satawal ähnelt dem Chuukesischen sehr stark.

## Wirtschaft
Die Bewohner leben hauptsächlich vom Fischen und von der Landwirtschaft. Sie bauen vor allem Kokosnuss, Brotfrucht und Wasserbrotwurzel an. 
Tourismus spielt eher eine untergeordnete Rolle. Mangels eines geeigneten Ankerplatzes müssen die Passagiere der gelegentlich vorbeikommenden Kreuzfahrtschiffe mit motorgetriebenen Schlauchbooten an den Strand der Insel gebracht werden.

## Verwaltung
Zur Gemeinde (municipality) Satawal gehören auch das unbewohnte Atoll West Fayu, das 84 km nordwestlich liegt, sowie die ebenfalls unbewohnte Insel Pikelot, die einst zu Lamotrek und später zu Puluwat (im heutigen Bundesstaat Chuuk) gehörte.